# Stanisław Turek (oficer)
Stanisław Jan Turek, ps. „Zbaraż” (ur. 17 grudnia 1891 w Stanisławowie, zm. 1940) – pułkownik dyplomowany artylerii Wojska Polskiego, kawaler Orderu Virtuti Militari.

## Życiorys
Urodził się 17 grudnia 1891 w Stanisławowie, w rodzinie Jana i Marii z Kuderkiewiczów. Po odzyskaniu przez Polskę niepodległości został przyjęty do Wojska Polskiego. Został awansowany do stopnia kapitana artylerii ze starszeństwem z dniem 1 czerwca 1919. W szeregach 12 pułku artylerii polowej uczestniczył w wojnie polsko-bolszewickiej. 
W 1922 roku pełnił obowiązki szefa sztabu 12 Dywizji Piechoty w Tarnopolu, pozostając oficerem nadetatowym 12 pap. Z dniem 15 października 1922 roku został przeniesiony do Dowództwa Okręgu Korpusu Nr IV w Łodzi na stanowisko szefa Oddziału IV. Ukończył II Kurs Doszkolenia od 3 listopada 1922 do 15 października 1923 w Wyższej Szkole Wojennej. Uzyskał tytuł oficera dyplomowanego. 1 grudnia 1924 został mianowany majorem ze starszeństwem z dniem 15 sierpnia 1924 i 92. lokatą w korpusie oficerów artylerii. W latach 20. pozostawał z przydziałem do 12 pułku artylerii polowej w garnizonie Złoczów; w 1923 był przydzielony do Sztabu Generalnego, a w 1924 pełnił funkcję szefa sztabu 11 Dywizji Piechoty w Stanisławowie. 12 stycznia 1927 roku został przeniesiony do 7 pułku artylerii polowej w Częstochowie na stanowisko dowódcy I dywizjonu. W 1928 roku był dowódcą III dywizjonu w 12 pułku artylerii polowej. W marcu 1932 został przeniesiony ze Sztabu Głównego na stanowisko delegata Sztabu Głównego przy Dyrekcji Okręgowej Kolei Państwowych we Lwowie. Służbę na tym stanowisku pełnił do 1939 roku. Na stopień podpułkownika został awansowany ze starszeństwem z dniem 19 marca 1937 i 2. lokatą w korpusie oficerów artylerii.
Podczas II wojny światowej działając pod pseudonimem „Zbaraż” w stopniu pułkownika był szefem Wydziału III Komendy Obszaru nr IV Krakowsko-Śląskiego Związku Walki Zbrojnej, po czym 18 kwietnia 1940 został aresztowany.
Był żonaty z Anną ze Szkielskich, z którą miał dwie córki: Krystynę Janinę (ur. 3 maja 1921) i Ewę Barbarę (ur. 5 sierpnia 1928).

## Ordery i odznaczenia
- Krzyż Srebrny Orderu Virtuti Militari nr 877[3] – 26 marca 1921[19]
- Krzyż Kawalerski Orderu Odrodzenia Polski – 11 listopada 1937 „za zasługi w służbie wojskowej”[20][21]
- Krzyż Walecznych trzykrotnie[22][23]
- Złoty Krzyż Zasługi – 25 lutego 1939 „za zasługi w służbie wojskowej”[24]
- Srebrny Krzyż Zasługi – 16 stycznia 1926 „za zasługi położone z narażeniem życia w akcji ratowniczej w czasie powodzi”[25][26]
- Medal Pamiątkowy za Wojnę 1918–1921[23]
- Medal Dziesięciolecia Odzyskanej Niepodległości[23]